# IBM Public License
La IBM Public License (Llicència pública IBM) és una llicència per a programari lliure i programari de codi obert usada per IBM. Està ratificada per l'Open Source Initiative i la Free Software Foundation (FSF), i és incompatible amb la GPL.
Permet la redistribució binària de treballs derivats només si (entre altres condicions) es preveu algun mecanisme perquè qui rebi el programa en pugui rebre el codi font. La redistribució del codi font s'ha de fer sota la mateixa llicència. A més, aquesta llicència és interessant perquè obliga qui redistribueix el programa amb modificacions a llicenciar automàticament i gratuïtament les patents que puguin afectar aquestes modificacions, i obliga qui rebi el programa, que siguin propietat del redistribuïdor.